# Satoko Suetsuna

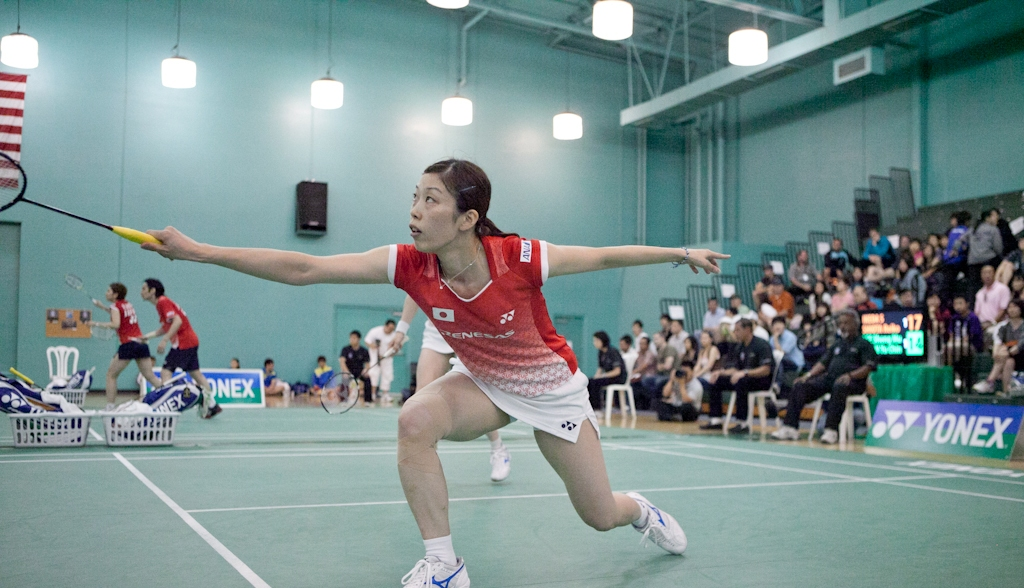
Satoko Suetsuna bei den US Open 2011

Satoko Suetsuna (jap. 末綱 聡子, Suetsuna Satoko; * 30. Januar 1981 in Ōita, Präfektur Ōita) ist eine Badmintonspielerin aus Japan.

## Karriere
Suetsuna besuchte die Shōwa-Mädchenoberschule (heute: Shōwa-Gakuen-Oberschule) in Hita in der Präfektur Ōita. Zu dieser Zeit gewann sie Gold sowohl bei den Badminton- (高校選抜, kōkō sembatsu) als auch bei Inter-High-Oberschulmeisterschaften (高校総体, kōkō sōtai) 1998 im Doppel mit Miyo Akao und damit ihre ersten größeren Titel.
Sie spielt für das Werkstream von Renesas Semiconductor Kyūshū/Yamaguchi, einer Tochter von Renesas Electronics.
Bei ihrer ersten WM-Teilnahme 2006 scheiterte sie im Damendoppel mit Stammpartnerin Miyuki Maeda noch in Runde 2 an Nadieżda Kostiuczyk und Kamila Augustyn. Drei Jahre später schafften es beide bereits ins Viertelfinale, wo sie Du Jing und Yu Yang aus China unterlagen. Im Viertelfinale war auch Endstation bei  den China Open Super Series 2007 und den Malaysia Super Series 2008. Besser machten es beide bei den India Open 2008, wo sie Silber gewannen, und den US Open 2007, wo es sogar zum Turniersieg reichte. Bei Olympia 2008 kam die japanische Paarung, gern mit Spitznamen zu „Suemae“ abgekürzt, auf den vierten Platz. Im Spiel um Bronze verloren sie gegen die Chinesinnen Zhang Yawen und Wei Yili mit 17:21 und 10:21. 2010 gewann sie die japanischen Meisterschaften im Doppel mit Miyuki Maeda.